# Sándor Mária (ápolónő)
Sándor Mária (Baloghné Sándor Mária) (Budapest, 1973. június 28. –) csecsemő- és gyermek szakápoló, a „fekete ruhás nővér”, a Magyarország a Magyar Egészségügyért Civil Társaság elnöke.
Ő volt az, aki elsőként vállalta az egzisztenciális kockázatot azért, hogy érdemi lépéseket tegyen a katasztrofális helyzetben lévő magyar egészségügyért. A Forbes magazin 2016. áprilisban a közéletben legbefolyásosabb nők kategóriájában a 10. helyre sorolta, míg az Observer Médiafigyelő listáján, amely a médiaszereplés és -befolyás alapján állítja fel a rangsorát, a közélet női szereplői között az 5. helyre sorolta. A Publicus Intézet 2016. áprilisban végzett felmérése szerint a hitelességi indexe a legmagasabb volt az országban.
A közéletre gyakorolt hatása ellenére, mivel úgy érezte, hogy egy év alatt az egészségügyben semmi nem változott, 2016. áprilisban bejelentette, hogy elfáradt, nem küzd tovább. „Nem tartozom azok közé, akik nem tudnak visszalépni és nem tudják elismerni – megbuktam. Szégyellem, hogy egy olyan országban kell élnem, ahol az ország vezetése mindent fontosabbnak tart, mint maga az ember! Ezt a csatát bebuktam. Egy év telt el. Feladom!” Háttérbe húzódását nem tartotta véglegesnek, kijelentette, ha értelmét látja a további harcnak, akkor folytatja eddigi tevékenységét. Ezt a döntését nagymértékben attól tette függővé, hogy a 2016. április 15-re meghirdetett pedagógusdemonstráció idején az orvosok, az ápolók, az EDDSZ és a MESZK tagjai fekete ruhát húznak-e, és úgy mennek-e be az egészségügyi intézményekbe, megmutatva, hogy ez a rendszer nem működik. A megmozdulásokat látva úgy döntött, folytatja közéleti ténykedését. Ez azonban nem volt sikeres: nem kapott munkát, társai elmaradtak tőle, az egészségügyi dolgozók sem álltak mögé. Állandósuló konfliktusai miatt öngyilkosságot kísérelt meg, felvágta az ereit, de megmentették. 2017. júniustól Iványi Gábor Oltalom szükségkórházában dolgozik.

## Családja
Szülei építészmérnökök voltak. Egy húga van. Férje távközléssel és hangosítással foglalkozik. Egy kislányuk van, Ilona.

## Tanulmányai és munkahelyei
A Kossuth Zsuzsanna Egészségügyi Szakközépiskolában[pontosabban?] végzett 1991-ben. Ezt követően elvégezte a Győri Hittudományi Főiskolát, és bevonult a Szent Orsolya-rendbe apácának.
1997-ben kilépett a rendből és ápolónak ment. 2003-ban végezte el a csecsemő- és gyermek szakosítót. Dolgozott a budapesti II. számú Gyermekgyógyászati Klinikán, az Amerikai úti gyermek-idegsebészeti osztályon, a Gottsegen György Országos Kardiológiai Intézet Gyermekszívsebészet intenzív osztályán, az I. Női Klinika Perinatális Intenzív Centrumában, az Egyesített Szent István és Szent László Kórházban, végül a Péterfy Sándor utcai Kórház koraszülött osztályán. Ez utóbbi munkahelyén – tiltakozásul a magyar egészségügyben eluralkodott helyzetért, valamint a Magyar Egészségügyi Szakdolgozói Kamara (MESZK) vele szemben tanúsított magatartásáért – 2015. szeptember 1-jén felmondott.
2016. januártól közmunkásként dolgozik egy közelebbről meg nem nevezett egészségügyi intézménynél.

## Fellépése az egészségügyi dolgozók érdekében
2015. február elején levelet írt Orbán Viktornak, Áder Jánosnak és Balog Zoltán miniszternek. Mindhármuktól kapott választ, amelyekben azonban konkrétum nem volt. Áder János levele (amelyben az államfő arra hivatkozott, hogy ez a terület nem az ő hatásköre) volt az, amely arra indította, hogy a nyilvánosságot keresse. Ekkor írt a Házon kívül című műsor szerkesztőségének.
Először 2015. február 11-én ismerte meg a nyilvánosság a nevét, amikor az egészségügyben uralkodó rossz állapotokról nyilatkozott az RTL Klub Házon kívül című műsorában. A témával részletesen foglalkozott Baló György is a Magyarul Balóval című műsorában.

### Fekete ruhás akciója
Április 16-án a Facebook-oldalán osztotta meg nagy nyilvánosságot kapott felhívását, amelyben arra szólította fel az egészségügyben dolgozó ápolónőket, hogy két hétvégén, április 18–19-én és 25–26-án fekete ruhában dolgozzanak a munkahelyükön. Ezen akciója után vált a „fekete ruhás nővér” néven ismertté.
Felhívása nyomán fekete ruhás tüntetési hullám indult el az országban, amelyet a Független Egészségügyi Szakszervezet (FESZ) is támogatott. A szolidaritási mozgalomhoz az összes hazai egészségügyi intézményben csatlakoztak ápolók és orvosok is, sőt, az amszterdami mentőállomásról, valamint svájci és németországi egészségügyi intézményekből is bejelentkeztek, hogy szolidaritásukat fejezzék ki. Százával kerültek fel fekete pólós dolgozókról készült fotók a Független Egészségügyi Szakszervezet közösségi oldalára.
Mivel munkahelyén nem engedték meg a fekete ruha viselését, azonnali hatállyal felmondott. A vele való szolidaritásból az Országgyűlés április 20-ai ülésén több ellenzéki párt képviselői is fekete ruhába öltöztek, miközben Rétvári Bence parlamenti államtitkár az egészségügy helyzetéről beszélt. Néhány nappal később felmondását visszavonta, amelyhez munkáltatója hozzájárult. A FESZ elnöke szerint felmondását nem önszántából adta be, hanem kényszerítették rá.

### Demonstráció a Normafánál és Áder János házánál
2015. április 25-én a Normafánál találkoztak a fekete ruhába öltözött ápolók és szimpatizánsaik. A rendezvény hangsúlyozottan civil megmozdulás volt, a megmozdulást támogató pártok képviselői is civilként vehettek részt rajta. Az összegyűlt tömeg a Normafától rendőri felvezetéssel, rendőrsorfal között Áder János köztársasági elnök Béla király úti rezidenciájához vonult. A rezidenciától mintegy 50 méterre rendőrsorfal állta útjukat. Itt mondott beszédet Sándor Mária, majd a Himnusz eléneklése után a tömeg elvonult. Május 12-re a Parlament elé határoztak el újabb akciót.

### Demonstráció a Parlamentnél
Május 12-én egy fekete és egy fehér ruhás tömeg indult el a Clark Ádám tértől és a Hősök terétől, majd az Egészségügyi Államtitkárság előtt találkoztak. A nővéreket, ápolókat, asszisztenseket képviselő Magyar Egészségügyi Szakdolgozói Kamara által szervezett tüntetés mintegy ezres tömege fehér ruhában a Hősök teréről indult, míg az az Őszintén az Egészségügyről Akciószövetség (melynek tagjai között ott van az Autonóm Területi Szakszervezet, az Alapellátó Orvosok Országos Szövetsége (FAKOOSZ), a Független Egészségügyi Szakszervezet, a Magyarországi Mentődolgozók Szövetsége, a Magyar Orvosok Szövetsége, a Magyar Rezidens Szövetség, és az Orvosegyetemek Szakszervezeti Szövetsége) ugyancsak ezres nagyságrendű menete a Clark Ádám tértől indult fekete ruhában. A Lánchídon át a Kossuth térre értek, ahol Sándor Mária is felszólalt, és petíciót adtak át a parlamenti képviselők számára.

### Egyeztetések
A demonstrációk hatására 2015 májusában egyeztetések kezdődtek el a minisztériumban, ahol bizonyos eredményeket elértek, de a petíciójukba foglalt 12 pontos követelésükre nem kaptak választ. Erre júliusig adtak határidőt. Június 20-án volt az utolsó egyeztetés az egészségügyi államtitkársággal, ahol abban maradtak a szakmai szervezetek, köztestületek és szakszervezetek vezetői Zombor Gáborral, hogy akkor folytatják az ágazati tárgyalásokat, ha az eddig megvitatott kérdésekben kidolgozzák a jogszabályi változtatásokat és megvalósul a most is hatályban lévő szabályok betartásának ellenőrzése, mert már ezzel is javulást lehetne elérni.

### A szociális ágazatban dolgozók fekete pólós tüntetése
Május 29-én a szociális ágazatban dolgozók több mint ötezres tömege vonult fekete ruhában Sándor Mária részvételével a Kodály köröndtől a Kossuth térre, tiltakozásul az ágazat helyzete miatt.

### Szegénykórház flashmob
Az Őszintén az Egészségügyről Akciószövetség keretében a Független Egészségügyi Szakszervezet a jelen kórházi ellátásra a mai napig jellemző, ‘60-as, ‘70-es évekbeli eszközökből összeállított sátorral demonstrált 2015. június 23-tól egy héten át a Nemzetgazdasági Minisztérium előtt. Az akciót a Semmelweis-napra tervezett újabb demonstrációjukig folytatták.

### Virrasztás a Semmelweis-napon
2015. július elsején virrasztást tartottak a Kossuth téren, ahova a „szegénykórház” bezárása után sétáltak át. Két tüntetést is rendeztek aznap a fővárosban a Semmelweis-nap alkalmából: a Magyar Egészségügyi Szakdolgozók Kamarája a Jászai Mari térről vonult a Kossuth térre. Az Őszintén az Egészségügyről Akciószövetség a József nádor téren tartott tüntetést, ahonnan a Kossuth térre vonultak, és ott is maradtak reggel 8-ig. A demonstrációban részt vevő több száz dolgozó által aláírt szándéknyilatkozatot adtak át a kormánynak, amely szövege szerint ha nem történik számottevő bérfejlesztés a szakápolóknál, a nyilatkozatot aláíró munkavállalók szeptemberben felmondanak. A MESZK egy óriás dobozban gyűjtötte szeptemberig a felmondó nyilatkozatokat, az Akciószövetség pedig ügyvédi letétbe helyezte azokat.

### Visszavont etikai eljárás
2015. augusztus 10-én Sándor a Facebook-oldalán jelentette be, hogy Balogh Zoltán, a kamara elnöke kezdeményezésére a MESZK etikai eljárást indított ellene, mivel véleményük szerint a kommunikációs csatornákon keresztül tett megnyilvánulásaival többszörösen is megszegte az egészségügyi dolgozókra vonatkozó Etikai Kódex szabályait. Az ügy érdekessége, hogy az eljárást Zala megyébe helyezték át. A Független Egészségügyi Szakszervezet (FESZ), közleményt adott ki, mely szerint „a szakszervezet jogászai segítségével áttekintette az eljárás megindításáról küldött dokumentumot, melyet alakilag és tartalmilag is kifogásolhatónak talált". A FESZ megdöbbenésének és felháborodásának adott hangot, mert úgy érezte, hogy ez a vizsgálat a véleményszabadság korlátozására és a tagság megfélemlítésére irányul. A Pedagógusok Demokratikus Szakszervezete szolidaritást vállalt a meghurcolt ápolónővel, és az eljárás nyilvánosságát követelték. Sándor Mária az ügyben Zombor Gábor egészségügyi államtitkárhoz fordult segítségért, aki korábban felajánlotta számára, hogy ha bármilyen sérelem éri a felszólalásai miatt, megvédi őt. (Az államtitkárt szabadsága miatt nem érte el, a kamara későbbi döntése nem felülről érkező nyomás hatására következett be.)
A Facebookon gombamód szaporodtak a csoportok: „El a kezekkel Sándor Máriától!”. Egy vidéki házaspár fekete szalagot javasolt a ruhákra és az autóantennákra. Másnap már lelkesen integetett nekik egy betegszállító autó, szintén fekete szalaggal. Az etikai vizsgálat vezető hírré vált. Szolidaritási nyilatkozatot adott ki több szakszervezet, civil és szakmai közösség, többek között a Semmelweis Érdekvédelmi Szövetség (SÉSZ), a Független Egészségügyi Szakszervezet (FESZ), és az Autonóm Területi Szakszervezet is.
Másnap, augusztus 11-én Balogh Zoltán kamarai elnök bejelentette, hogy visszavonták az etikai vizsgálatot. A döntést a Magyar Egészségügyi Szakdolgozói Kamara elnöke azzal indokolta, hogy az elmúlt huszonnégy órában olyan támadások érték, amelyek szerinte komoly fenyegetettséget jelentettek számára.

### Kamarai tagságról lemondás
2015. augusztus 31-én, Zombor Gábor egészségügyi államtitkár lemondása után Sándor Mária bejelentette, hogy lemond szakápolói fizetéséről, és a jövőben segédápolóként dolgozik tovább. Azért döntött így, mert nem hajlandó egy fillér tagsági díjat sem fizetni annak a szakdolgozói kamarának, amely támadja őt. Mint mondta, úgy érzi, hogy azok, akiknek értük kellene küzdeni és harcolni, őt nem képviselik. Zombor Gábor lemondásával kapcsolatban úgy nyilatkozott, hogy az utolsó hiteles embert is elvesztette az egészségügy. Szerinte Zombor igazat adott az egészségügyi dolgozóknak, és nem azzal hozakodott elő folyton, hogy mit tett a kormány az ágazatért. „Ezzel a gesztussal, amelyet ő tett, elvesztettünk egy hiteles személyt, aki az egészségügyért az elmúlt években hitelesen kiállt.”

### Az Erzsébet híd lezárása
2015. szeptember 2-án reggel 6 óra táján néhány társával együtt flashmobot szervezett az Erzsébet híd pesti hídfőjénél. A csoport molinókat kifeszítve demonstrált, teljes szélességében lezárva az utat, csak az autóbuszokat engedték át. A helyszínen két rendőrautó jelent meg, a hatóságok a flashmobot nem zavarva a forgalom irányításában vettek részt. A flashmob rövid, 18 perces időtartama ellenére is szinte pillanatokon belül hatalmas dugó keletkezett az Erzsébet híd környékén.
A rendőrség nyolc emberrel szemben tett feljelentést az útlezárás miatt. A szabálysértési hatóság gyülekezési joggal való visszaélés és közúti közlekedési szabályok kisebb fokú megsértése miatt, halmazati büntetésként 50 ezer forintra bírságolta meg. A pénzbüntetést nem fizette be, helyette a 60 óra közérdekű munkát választotta. A büntetését végül 10 ezer forintra mérsékelték, amelyet a csepeli strandon végzett kétnapi közmunkával váltott ki.
Az Erzsébet hídra szervezett flashmob ellentéteket szült az őt támogató Független Egészségügyi Szakszervezet vezetői között. Az elnökség egy része magatartási szabályokat szeretett volna előírni Sándor Máriának, ám az őt kezdetektől fogva támogató Kiss László elnökként mindezzel nem tudott azonosulni, és lemondott tisztségéről. Szerinte Sándor Mária mostanra az ágazat ikonjává vált, erős üzenete van a tevékenységének, hatással bír az ágazati nővérmozgalomra, és a társadalom felé is közvetít, átvisz ügyeket.

### Nyílt levél Orbán Viktornak
2016. január 14-én Sándor nyílt levélben fordult Orbán Viktorhoz, hogy csatlakozzon a mozgalmukhoz. Levelében ezt írja: „Magyarország miniszterelnökeként köteles tenni a magyar emberekért, ezért azt szeretnénk, ha harcunk élére állna. Küzdene a „kisemberekért” akik Magyarországot építik! Akik gyermekeink jövőjét építik és a rászorulókat ápolják!”

### Felszólalása a pedagógustüntetéseken
2016. február 13-án felszólalt a Kossuth téren tartott pedagógustüntetésen. Beszédében az egészségügyi dolgozók szolidaritásáról biztosította a pedagógusokat. Megemlékezett az oktatási és egészségügyi kisegítőszemélyzetről, akik nélkül sem az egészségügy, sem az oktatás nem tud működni, ezek az ágazatok pedig 2007 óta nem kaptak fizetésemelést. A 2016. március 15-i pedagógusdemonstráción is felszólalt a Kossuth téren.

### 12 órás demonstráció a Kossuth téren a Semmelweis-napon
2016. július 1-én, a Semmelweis-napon a pedagógusok támogatásával 12 órás tüntetést szervezett a Kossuth térre, amelyen több ezren vettek részt. A hajnalig tartó eseményen bejelentette, hogy szeptembertől a szociális és az oktatási terület képviselőivel, a védőnőkkel és az egészségügy többi dolgozójával Országépítők Szövetsége néven új közös mozgalmat indít.

## Demonstrációk országszerte
A munkahelyén történt felmondás után országjáró körútra indult, és több városban demonstráción vett részt, többek között Ajkán, Miskolcon, Debrecenben, Hajdúszoboszlón, Baján, Kecskeméten, Pécsen, Tapolcán.
2016-ban folytatta országjárását. Februárban Szombathelyen kerekasztal-beszélgetésen, Szegeden a Magyarország a Magyar Egészségügyért Civil Társaság fórumán és Veszprémben is egy fórumon vett részt. Részt vett a főváros XV. kerületében az Ökopódium rendezvényén, amelynek témája a dolgozói szegénység volt.

## Új civil szervezet alapítása
2015. októberben a Független Egészségügyi Szakszervezet tisztújító közgyűlésére több mint fél tucat város alapszervezetének küldötteit nem engedték be a rendezvényre, mondván: adminisztrációs hiba miatt még nem regisztrálták őket a szakszervezet tagjai között. A kívül rekedők viszont nem értették, hogyan fordulhat mindez elő, hiszen hosszú hónapok óta fizették a tagdíjat. Végül Sándor Mária velük együtt elhagyta a termet, elővettek egy molinót és spontán demonstrációba kezdtek. A molinón az állt: Magyarország a Magyar Egészségügyért. Ezt követően Sándor Mária bejelentette, hogy az incidens miatt kilép a Független Egészségügyi Szakszervezetből, és napokon belül új, Magyarország a Magyar Egészségügyért nevű civil szervezetet alapít a most kizártakkal. Hozzátette: elege van a beszélgetős érdekvédelemből, új szervezete a civilekkel összefogva ki fogja harcolni a tisztességes betegellátást.

## Az év embere és Respekt-díj
2015-ben a Respekt-díjat azzal a céllal alapította a Népszabadság, hogy minden esztendőben díjazza azt az embert, aki a maga területén túlmutató, társadalmilag hasznos, üzenet- és példaértékű cselekedetet hajtott végre. A díjazottat három jelölt közül választotta ki az öttagú kuratórium. A díj első kitüntetettje Sándor Mária lett.
Az RTL Klub által a nézők körében meghirdetett „Év embere” szavazáson tíz jelölt közül Sándor Mária kapta a díjat.

## Támogatói
- Az Eleven Emlékmű civil mozgalom 2015. augusztus 27-én „El a kezekkel Sándor Máriától” elnevezésű demonstrációt szervezett.[72]
- Törőcsik Mari[73]
- Nagy Bandó András[74]

## Hatása
- A Krétakör A harag napja című előadása Sándor Mária történetéből indul ki. „Sándor Mária mindent feláldozott a gyerekek jobb körülményeiért, az egészségügyi dolgozók helyzetének javításáért, a kollégáiért, az igazságért – és ahelyett, hogy egyre többen állnának ki mellette, inkább hátrálnak ki mögüle a kollégái, a szakma prominensei, a kormány és az ellenzék képviselői, a média és így tovább. Bár Sándor Mária történetére nem hasonlít az előadás, a tanulsága megmarad: nem szabad feladni a harcot.” (Schilling Árpád)[75]

## Idézetek
„Jobbról is, balról is elfogadom a segítséget és köszönöm is, de senki sem áll mögöttem, csak a támogató szándékot érzem a pártoktól.” „Minden segítségnek és támogatásnak örül, érkezzen az bármelyik párttól, de egyik sem fizeti ki helyette a telefonszámlát.”
„Dehogy akarok én kormányt buktatni, én ettől a kormánytól várok azonnali segítséget.” „Bárki jöhet egyébként a tüntetéseinkre, aki egyetért a céljainkkal, ha nem hozza magával a párttábláját.
„Mi nem állunk be senki mögé, ők álljanak be mögénk” (A pártokról)
„Én nem a mindenkori magyar kormányt hibáztatom az egészségügy jelenlegi helyzetéért, hanem azokat a szakszervezeti és kamarai vezetőinket, akik évtizedeken át a mindenkori magyar kormányt kiszolgálták.”

## Publikációi
- Sándor Mária: Így töltöttem a közmunkámat a Magyar Egészségügyért
- Sándor Mária: Ápolónő vagyok 2000-ben valahol Magyarországon

## Díjai, elismerései
- 2015: Respekt-díj (Népszabadság)[68]
- 2015: Az év embere (RTL Klub)[70]
- 2016: Magyar Civil Becsületrend[78]
- 2016: A Szuperwmn-díj közéleti kategóriájának fődíja[79]